# Jiangxi Copper
Jiangxi Copper Company Limited, сокращённо JCCL («Цзянси Коппер Компани Лимитед») — китайская публичная горнодобывающая, металлургическая и химическая компания, специализирующаяся на добыче сырья и переработке меди, драгоценных и редкоземельных металлов. Штаб-квартира расположена в городе Наньчан (провинция Цзянси). Входит в состав государственной группы Jiangxi Copper Corporation, относится к числу крупнейших компаний страны.  

## История
Jiangxi Copper Corporation была основана в 1979 году на базе медных рудников провинции Цзянси. В 1987 году компания произвела первую партию электролитической меди, а в 1996 году — первую партию катодной меди. В 1997 году государственная Jiangxi Copper Corporation создала публичную Jiangxi Copper Company Limited, в которой владела 48 % акций, и успешно вывела её на Гонконгскую фондовую биржу. В 2002 году Jiangxi Copper Company Limited вышла также и на Шанхайскую фондовую биржу; в 2003 году продажи компании впервые превысили 10 млрд юаней.
В 2011 году рыночная стоимость Jiangxi Copper Company превысила 100 млрд юаней. В 2013 году Jiangxi Copper первой из компаний провинции Цзянси попала в рейтинг Fortune Global 500. В декабре 2019 года Jiangxi Copper приобрела 17,6 % акций канадской медной компании First Quantum Minerals, основные мощности которой сосредоточены в Африке.

## Деятельность
Jiangxi Copper является крупнейшим производителем катодной меди высокой очистки в материковом Китае. Компания добывает и очищает медную и свинцово-цинковую руду; выплавляет медь, свинец, цинк, золото, серебро, платину и палладий; производит медные стержни, проволоку, провода, кабели, листы, фольгу и трубы; а также серную кислоту, карбонат лантана, карбонат церия, оксид лантана, оксид неодима, оксид церия, концентраты церия, пирита и бастнезита. 
Кроме того, Jiangxi Copper производит редкоземельные металлы, такие как празеодим, самарий, европий и гадолиний; полуметаллы, такие как теллур и селен, металлы молибден, рений и висмут; а также сплав лантана и церия, сплав неодима, железа и бора, сплав празеодима и неодима, диоксид селена, оксид мышьяка, сульфат меди и перренат аммония. 
Основные медные рудники расположены в Дэсине, Чайсане и Юнпине (КНР), а также в Афганистане, Албании и Перу; основные рудники редкоземельных элементов — в Мяньнине (КНР); основные производственные мощности — в Гуйси (медь), Юйгане (медь), Дэсине (свинец) и Цзюцзяне (свинец и цинк). Кроме того, Jiangxi Copper принадлежат пакеты акций в следующих компаниях: Shandong Humon Smelting (30 %), First Quantum Minerals (18,3 %), SolGold (5,16 %) и BOC International China (4,7 %).
По итогам 2022 года основные продажи Jiangxi Copper пришлись на медь (89,8 %) и золото (10,2 %). Крупнейшими рынками сбыта являлись материковый Китай (87,4 %) и Гонконг (7,4 %). 

### Структура
В состав Jiangxi Copper входит несколько десятков дочерних структур: 
Сырьевые активы
- Jiangxi Tianyi Mining
- JCC Yinshan Mining
- Dexing Cooper Mine
- Chengmenshan Cooper Mine
- Yongping Cooper Mine
- Maoniuping Rare Earth Mine

Производственные активы
- Jiangxi Cable Holding
- Jiangxi Copper (Yugan) Casting
- Jiangxi Copper (Dexing) Casting
- JCC (Ruichang) Casting
- Jinde Lead Company
- JCC Lead and Zinc
- JCC Dongxiang Alloy Materials
- JCC Guixi Recycling Resources
- JCC (Dexing) Construction
- JCC (Guixi) Metallurgical & Chemical Engineering
- JCC (Yanshan) Mineral Processing Pharmaceuticals
- Jiangxi Copper(Yanshan) Photovoltaic Power Generation
- Shenzhen Qianhai Kepo Industrial

## Акционеры
Основными акционерами Jiangxi Copper являются Jiangxi SASAC (22,2 %), APG Asset Management (3,13 %), The Vanguard Group (3 %), BlackRock (2,5 %), Global X Management (2,11 %), FIL Investment Management (1,67 %), Baillie Gifford & Co. (1,49 %), Schroder Investment Management (1,48 %) и Dimensional Fund Advisors (1,1 %).